# Hyperlasion aliens
Hyperlasion aliens är en tvåvingeart som beskrevs av Werner Mohrig 1996. Hyperlasion aliens ingår i släktet Hyperlasion och familjen sorgmyggor. Inga underarter finns listade i Catalogue of Life.